# Trenes Argentinos Operaciones
Trenes Argentinos Operaciones (legalmente Operadora Ferroviaria S.E.) é uma empresa estatal argentina criada em 2008 pela presidente Cristina Kirchner. É encarregada da prestação dos serviços de transporte ferroviário de passageiros. Integra a Trenes Argentinos junto a outras empresas estatais do setor ferroviário.

## História
Desde a privatização da Ferrocarriles Argentinos durante o governo de Carlos Menem, a Argentina havia deixado de contar com uma empresa ferroviária nacional. Em 2008, durante o governo da presidente Cristina Fernández de Kirchner são criadas a Operadora Ferroviaria Sociedad del Estado (SOFSE) e a Administración de Infraestructuras Ferroviarias Sociedad del Estado (ADIF).
Em 2010, a empresa assumiu os Serviços Ferroviários do Chaco (SEFECHA) na província de Chaco. Em 2011, passa a operar os serviços regionais nas províncias de Salta e Buenos Aires.
A partir da criação do Ministério argentino do Interior e Transporte, em 2012, a empresa passou a desempenhar um papel mais importante na política ferroviária, assumindo a administração de cinco das sete linhas de trens metropolitanos da Grande Buenos Aires (Belgrano Sur, Mitre, San Martín, Sarmiento e Roca), que estavam sob concessão da privada Trenes de Buenos Aires. No mesmo ano, passa a operar trens de longa distância para as províncias de La Pampa, Córdoba, Tucumán e Santa Fé, além de serviços em Entre Ríos.
Em 2013, a SOFSE e a ADIF se transformam na Trenes Argentinos Operaciones, responsável pelo transporte de passageiros. Desde 2015, a empresa integra a Trenes Argentinos, empresa que administra a totalidade da rede ferroviária do país, funcionando como organismo coordenador de distintas unidades específicas, responsáveis pelo desenvolvimento e mantimento da infraestrutura ferroviária, da prestação de serviços de passageiros e de serviços de cargas e logística.

## Serviços prestados pela Trenes Argentinos Operaciones

### Trens Metropolitanos

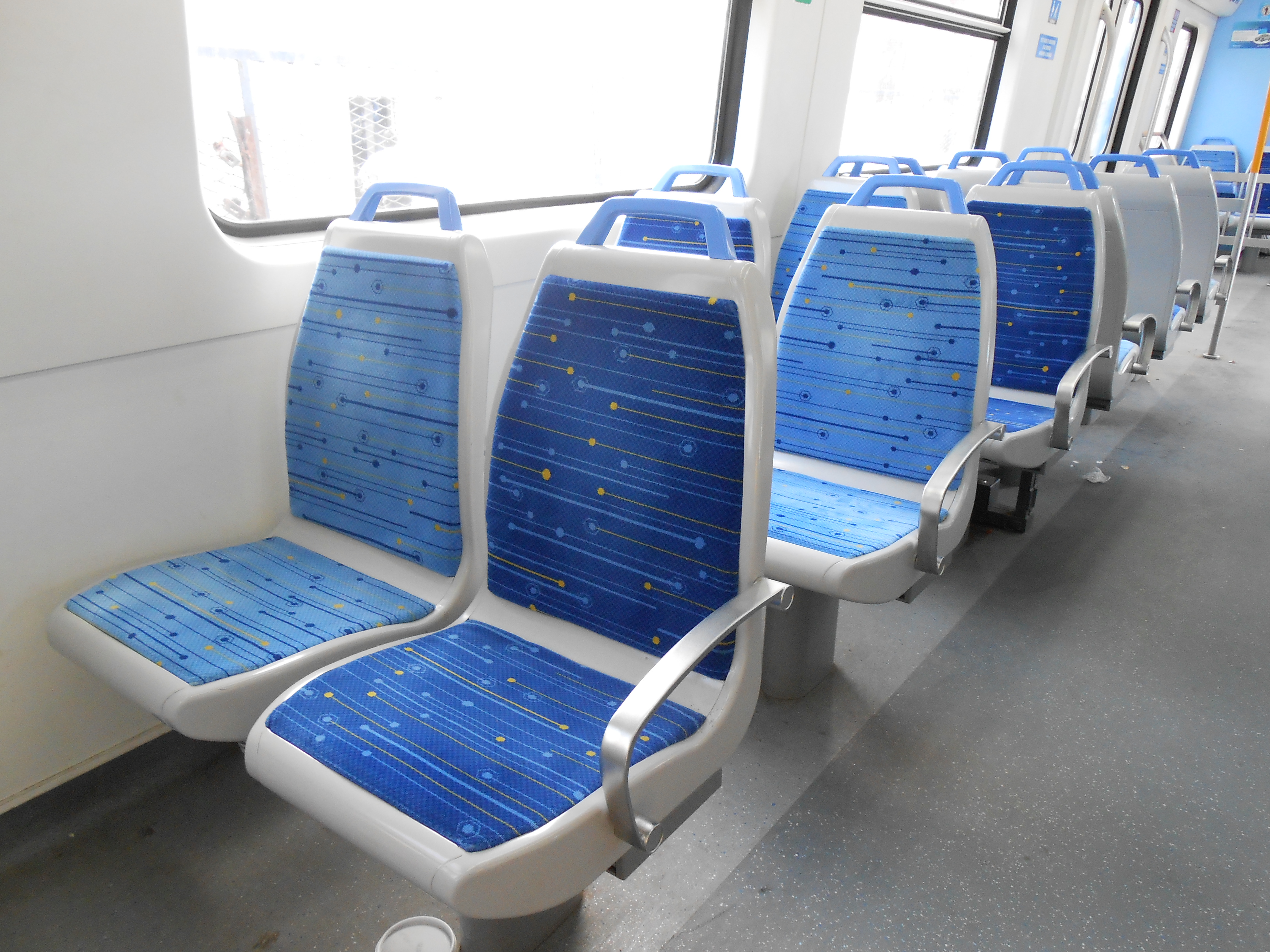
Interior de um trem metropolitano operado pela Trenes Argentinos.

Trens Metropolitanos de Buenos Aires
- Linha Belgrano Sur
  - Puente Alsina-Aldo Bonzi
  - Bs. As.-González Catán
  - Bs. As.-Marinos del Belgrano
- Linha Mitre
  - Retiro-Tigre -> Victoria-Capilla del Señor
  - Retiro-Bartolomé Mitre
  - Retiro-José León Suárez -> Villa Ballester-Zárate

- Linha General Roca

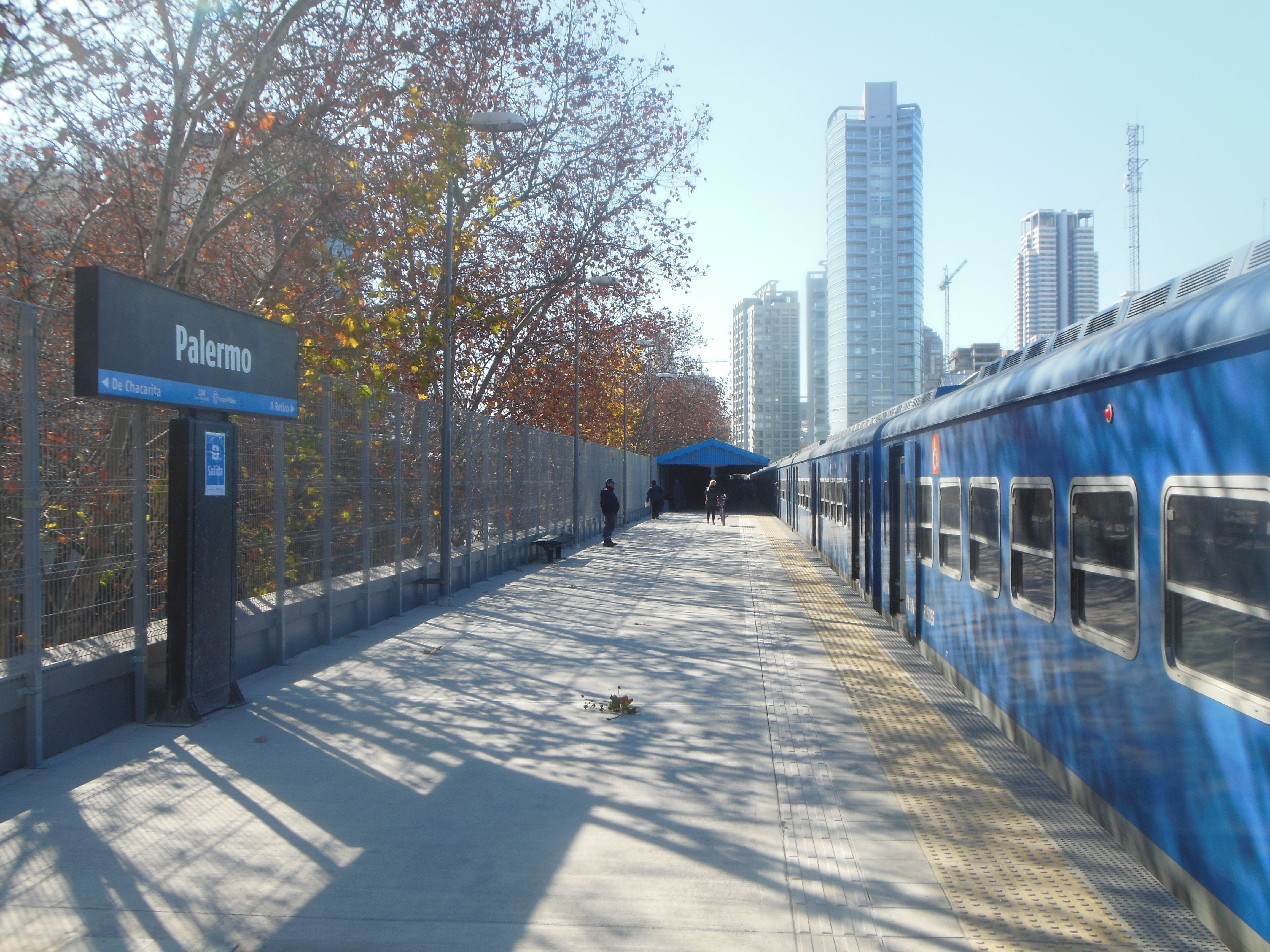
Estação Palermo da Linha San Martín.

  - Constitución-La Plata (vía Quilmes)
  - Costitucion-Bosques (vía Quilmes)
  - Temperley-Haedo
  - Constitucion-Ezeiza -> Ezeiza-Cañuelas -> Cañuelas-Lobos/Monte
  - Constitución-Alejandro Korn -> Alejandro Korn-Chascomús
  - Constitucion-Claypole -> Claypole-J. M. Gutiérrez
- Linha San Martín
  - Retiro-Dr. Cabred
- Linha Sarmiento
  - Once-Moreno
  - Merlo-Lobos
  - Moreno-Mercedes
- Tren de la Costa
  - Maipu-Delta

Interior do país
- Resistencia - Puerto Tirol - Puerto Vilelas (Serviço dentro da cidade de Resistencia, capital da província de Chaco.). Em outubro de 2013, havia doze serviços diários. Anda pela rede General Belgrano.
- Paraná - Paraná - Oro Verde - Villa Fontana - Colonia Avellaneda (Serviço dentro da cidade de Paraná, capital de Entre Ríos, e localidades vizinhas.). Anda pela rede Urquiza.

### Serviços interurbanos
Província de Buenos Aires

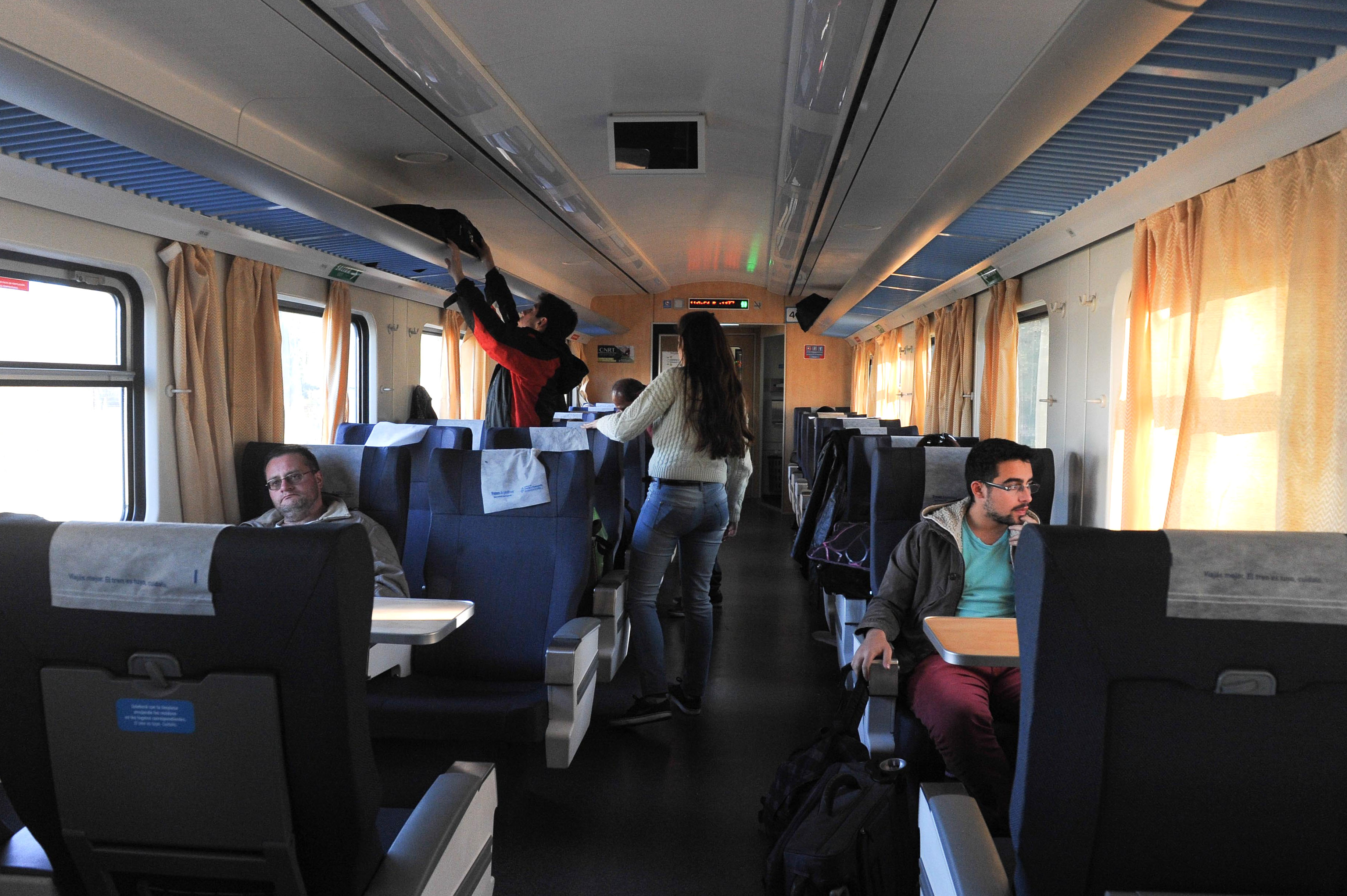
Interior de um trem interurbano operado pela Trenes Argentinos.

- Once de Septiembre - Bragado - Realicó - General Pico (Província de La Pampa)

Este serviço é prestado duas vezes por semana unindo as províncias de Buenos Aires e La Pampa, e anda pelos ramais Once - Bragado, Bragado - Realicó e Realicó - General Pico (operado por um trem Materfer).
- Temperley - Saladillo - General Alvear

Serviço correspondente a Linha Roca, anteriormente operado pela UGOFE. Esse serviço é prestado quatro vezes por semana e é operado desde março de 2015.
- Trem Buenos Aires - Mar del Plata

Desde dezembro de 2014, a empresa estatal comanda os serviços que vão de Constitución até a Costa atlântica.
- Trem Retiro - Rufino

Província do Chaco
- Sáenz Peña - Chorotis

Serviço interurbano dentro da Província del Chaco através do ramal Belgrano. Há um trem diário para cada sentido.
- Resistencia - Cacuí - Los Amores

Serviço interprovincial entre as províncias de Chaco e Santa Fe através do ramal Belgrano. Há um trem diário para cada sentido.
Província de Córdoba
- Villa María - Córdoba
- Alta Córdoba - Cosquín (Trem das Serras)

Província de Entre Ríos
- Paraná - Concepción del Uruguay
- Basavilbaso - Villaguay - Concordia

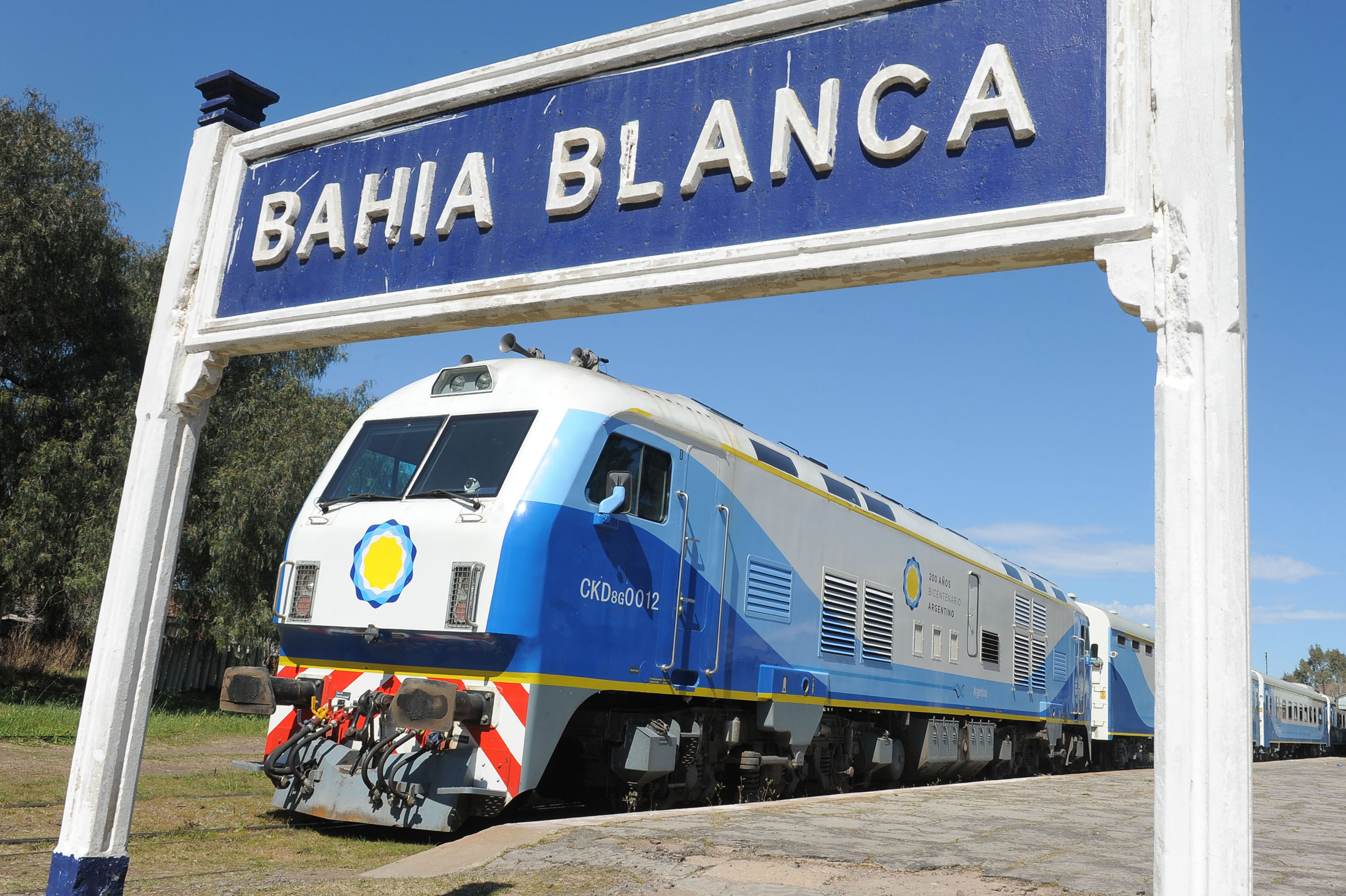
Trem de longa distância em Bahía Blanca.

Província de Salta
- Salta - General Güemes

Serviço Retiro - Rosario
- Retiro - Rosario Norte

### Serviços de longa distância
Serviços a Córdoba, Santa Fé e Tucumán
Em 2013, anunciou-se a estatização dos serviços operados pela empresa Ferrocentral.
- Retiro - Córdoba
- Retiro - Tucumán